# Oliveira de Fátima
Oliveira de Fátima es un municipio brasilero del estado del Tocantins. Se localiza a una latitud 10º42'28" sur y a una longitud 48º54'24" oeste, estando a una altitud de 302 metros. Su población estimada en 2004 era de 1.006 habitantes.
Posee un área de 247,395 km². Es el menor municipio del estado del Tocantins en número de habitantes.